# Estación Vila Mariana
La estación Vila Mariana es una de las estaciones de la 1 - Azul del Metro de São Paulo. Fue inaugurada el 14 de septiembre de 1974.

## Demanda media de la estación
La demanda media de esta estación, es de 28 mil pasajeros por día, según datos proporcionados por el Metro. La misma está conectada con una terminal de ómnibus, en Vila Mariana

## Salidas
La estación Vila Mariana posee cinco salidas.
- La primera de ellas es una salida que da directamente para la terminal de ómnibus urbanos.
- La segunda da para la Avenida Professor Noé Azevedo (lado impar).
- Existe también otra salida que da para la misma avenida, solo que un poco más atrás.
- Otra que da para la calle Domingos de Morais (lado par)
- La última da para la Avenida Lins de Vasconcelos y Avenida Professor Noé de Azevedo (esta salida solo está abierta los días hábiles, sábados y domingos se encuentra cerrada)

## Líneas de SPTrans
Líneas de la SPTrans que salen de la Estación Vila Mariana del Metro:
| Línea   | Destino                |
| ------- | ---------------------- |
| 274P/10 | Penha                  |
| 4706/10 | Jardim Maria Estela II |
| 4706/21 | Ipiranga               |
| 4708/10 | Jardim Climax          |
| 4709/10 | Parque Bristol         |
| 473T/10 | Parque São Jorge       |
| 675D/10 | Vila Natal             |
| 675D/51 | Parque Santa Cecília   |
| 695T/10 | Terminal Capelinha     |
| 695T/51 | Terminal Capelinha     |
| 675X/10 | Terminal Grajau        |
| 695Y/10 | Terminal Parelheiros   |
| 775A/10 | Jardim Adalgiza        |
| 775N/10 | Rio Pequeno            |
| 874C/10 | Parque Continental     |
| 874C/31 | Parque Continental     |
| 874T/51 | Central Plaza Shopping |
| 875H/10 | Terminal Lapa          |
| 917H/10 | Terminal Pirituba      |

## Tabla
| Sigla | Estación     | Inauguración             | Capacidad                  | Integración              | Plataformas | Posición    | Comentarios                                   |
| ----- | ------------ | ------------------------ | -------------------------- | ------------------------ | ----------- | ----------- | --------------------------------------------- |
| VMN   | Vila Mariana | 14 de septiembre de 1974 | 20 mil pasajeros hora/pico | Bilhete Único de SPTrans | Laterales   | Subterránea | Estación con estructura de concreto aparente. |

## Alrededores[2]
- Colegio Madre Cabrini
- Museo del Cuerpo de Bomberos
- Museo Lasar Segall
- Licéo Pasteur
- Parque Modernista[3]
- Hospital de Clínicas FMUSP Rehabilitación
- Hospital Santa Cruz[4]
- Hospital SEPACO
- Centro de Salud Vila Mariana
- Terminal de Ómnibus Vila Mariana
- Uniban Vila Mariana